# Corte d'Isola
Corte d'Isola (in sloveno Korte) è un insediamento (naselje) nella municipalità di Isola nella regione statistica del Litorale-Carso in Slovenia.
La chiesa del paese è dedicata a sant'Antonio l'eremita.

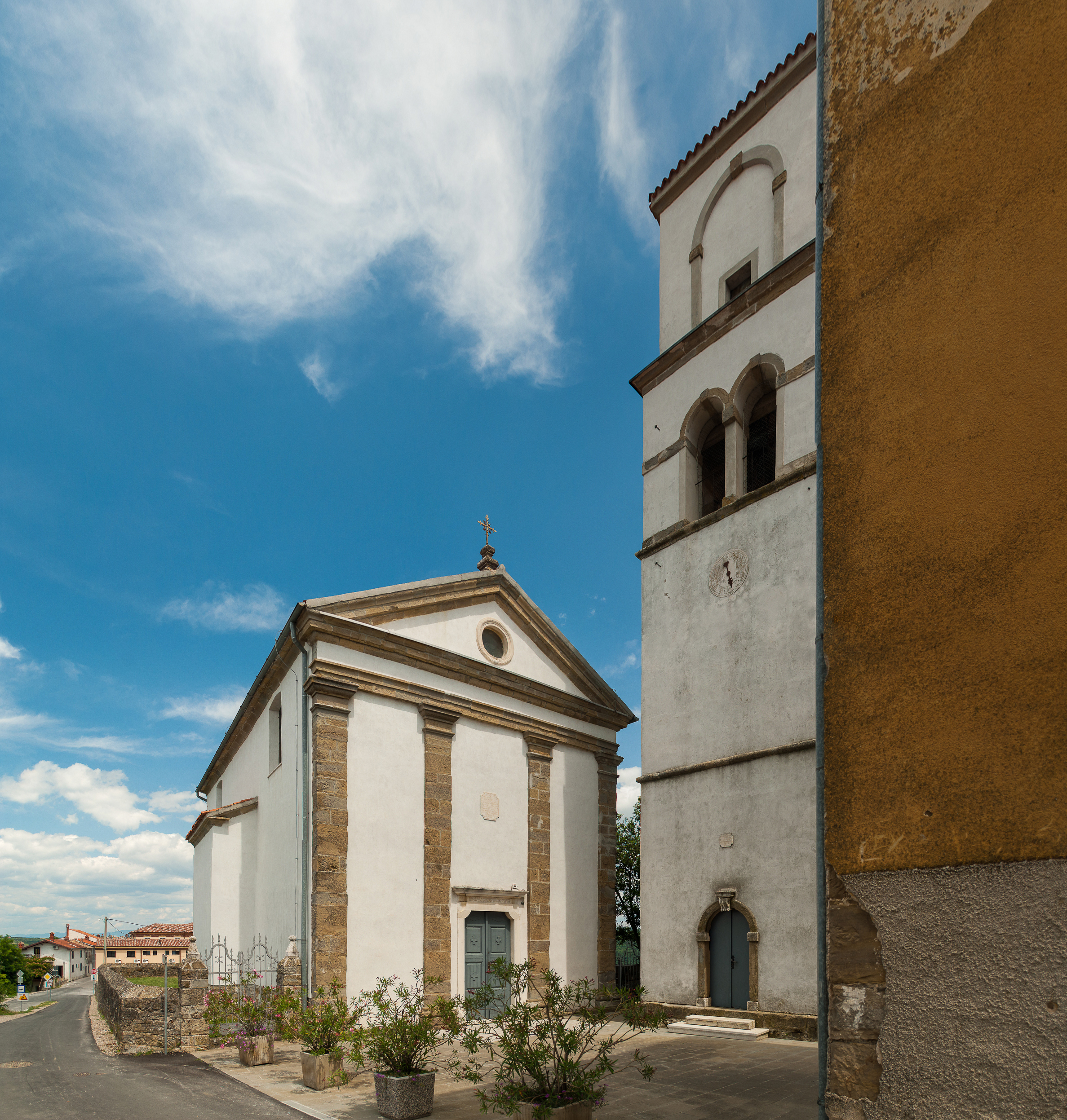
La chiesa di Sant'Antonio